# Loren Mazzacane Connors
Pour les articles homonymes, voir Mazzacane et Connors.
Loren MazzaCane Connors, né le 21 octobre 1949, est un musicien expérimental américain qui a enregistré et s'est produit en concert sous plusieurs noms: Guitar Roberts, Loren Mazzacane, Loren Mattei, et actuellement Loren Connors. C'est un collaborateur prolifique qui a travaillé avec des artistes comme Jandek, Alan Licht, Thurston Moore, Keiji Haino, Jim O'Rourke, Smog et John Fahey.

## Biographie
Surtout connu en tant que compositeur et improvisateur à la guitare classique et électrique, Connors a réalisé une cinquantaine d'albums, sur des labels commerciaux comme Table of the Elements et Father Yod aussi bien que sur son propre label St. Joan, Black Label and Daggett. Les genres abordés vont du blues au jazz expérimental, en passant par la musique bruitiste, la musique drone et une musique folk sombre. Au début des années 1980, Connors a réalisé une douzaine d'albums avec Kath Bloom et Tom Hanford. Depuis 1985, il a joué et enregistré de façon régulière avec son épouse Suzanne Langille. À la fin des années 1990 il a mené le groupe de blues rock Haunted House avec Langille, Andrew Burnes et Neel Murgai.
On lui a diagnostiqué la maladie de Parkinson en 1992.

## Sélection d'enregistrements
- Hanford Bloom Mazzacane (Daggett 1981) avec Tom Hanford, Kath Bloom
- In Pittsburgh (St. Joan 1989; Dexter's Cigar 1996) avec Suzanne Langille
- Rooms (St. Joan 1990) avec Suzanne Langille
- Blues: The ‘Dark Paintings’ of Mark Rothko (St Joan 1990). Réédité en mai 2015 sur le label Family Vineyard.
- Hell's Kitchen Park (Black Label 1993)
- Evangeline (Road Cone 1998)
- Hoffman Estates (Drag City 1998), avec Alan Licht
- In Bern (Hathut Records 1997), avec Jim O'Rourke
- Unaccompanied Acoustic Guitar Improvisations Vol. 1-9 1979-1980 (Ecstatic Peace!/Father Yod 1999)
- Arbovitae (Hapna 2003), avec David Grubbs
- Night Through: Singles and collected works 1976-2004 (Family Vinyard 2006)
- Sails (Table of the Elements 2006), avec John Fahey